# Lissogenius planicollis
Lissogenius planicollis är en skalbaggsart som beskrevs av Hermann Rudolph Schaum 1844. Lissogenius planicollis ingår i släktet Lissogenius och familjen Cetoniidae. Inga underarter finns listade i Catalogue of Life.